# Pleuel

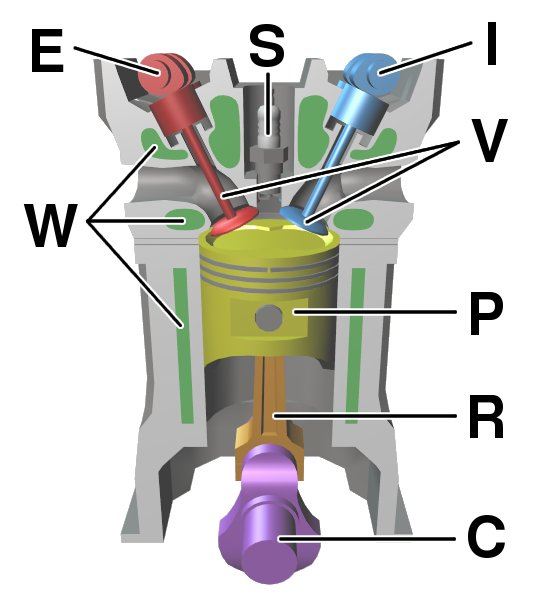
Komponenten eines typischen Viertakt-DOHC-Kolben-Motors. C: Kurbelwelle, E: Abgasventil-Nockenwelle, I: Luftzufuhrventil-Nockenwelle, P: Kolben, R: Pleuelstange, S: Zündkerze, V: Ventile. Rot: Abgasöffnung, Blau: Einsaugöffnung, W: Kühlwasserschächte.

Ein Pleuel, auch Pleuelstange, Schubstange oder Treibstange, ist bei einem Kurbeltrieb von Kraft- und Arbeitsmaschinen die Verbindung zwischen der Kurbelwelle oder dem Kurbelzapfen und dem sich in hin- und hergehender Bewegung befindlichen Kolben oder Kreuzkopf. Die Pleuelstange setzt die lineare Bewegung des Kraft- oder Arbeitskolbens in die kreisförmige Bewegung der Kurbelwelle (linear oszillierende Axialbewegung) oder umgekehrt eine kreisförmige in eine lineare Bewegung um.
Ähnliche Einrichtungen gibt es im Skelett von Wirbeltieren, allerdings werden hier natürlich nur Kreisbogenteile in lineare Bewegung umgewandelt (s. etwa Os quadratum).

## Formen / Konstruktion

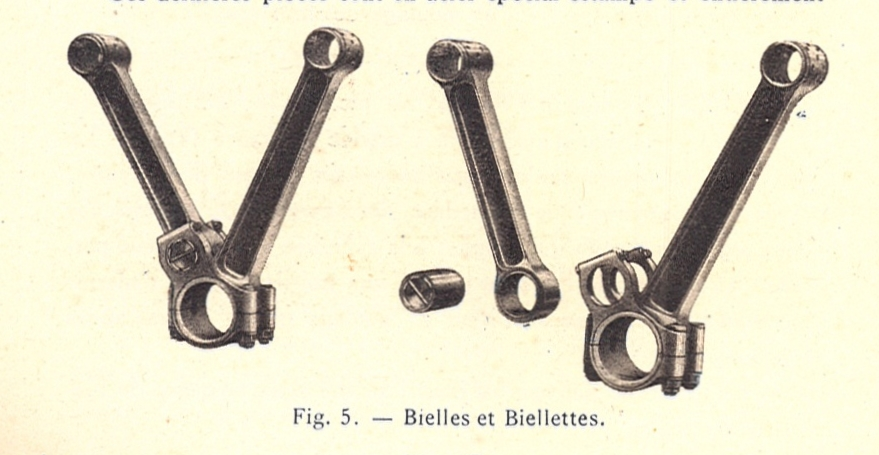
Anlenkpleuel eines V8-Flugmotors
(Renault 8Gd von 1917)

An beiden Enden (Pleuelkopf, Pleuelauge) des meist H-förmig ausgeformten Pleuelschaftes befinden sich Pleuellager. Am kleineren Pleuelauge wird der Kolbenbolzen durchgesteckt.
Am größeren Pleuelauge (oder Pleuelfuß) ist in aller Regel das Pleuel geteilt, mit zwei Verschraubungen, zur Verschraubung werden in der Regel spezielle Dehnschrauben verwendet.
Das Verschraubungsprinzip des Differenzgewindes wird zwar in der Literatur beschrieben, ist in der Praxis aber fast nie zu finden.
Einteilige Pleuel ohne abnehmbaren Pleueldeckel bedingen zur Montage zerlegbare Kurbelwellen. Man findet sie meist in Motoren mit wälzgelagerten Kurbelwellen, wie zum Beispiel Kleingeräte-, Kleinkraftrad- und einigen Motorradmotoren.
Zur Verkürzung der Baulänge von V-Motoren (Vermeidung des Zylinderbankversatzes) werden vereinzelt Anlenkpleuel verwendet. Das lässt sich auch mit Pleueln erreichen, die am Pleuelfuß gegabelt sind. Grundsätzlich führt die Bauweise mit Anlenkpleuel bei V-Motoren zu leicht unterschiedlichen Kolbenhüben der beiden Zylinderbänke, der Unterschied beträgt beispielsweise beim Dieselmotor W-2 ca. 3,4 %.
Pleuel müssen wegen der wechselnden Belastung auf Dauerfestigkeit ausgelegt werden.
Pleuellänge ist der Abstand der Pleuelaugenmitten.

## Werkstoffe
Gebräuchliche Werkstoffe für Pleuel sind heute C70 oder mikrolegierte Stähle und Sintermetalle.
Im Sportmotorenbereich werden spezielle Vergütungsstähle oder wegen des geringeren Gewichtes auch Titanlegierungen eingesetzt. Weiterhin verwendet werden auch noch Pleuel aus Gusseisen.

## Fertigung
Großserienpleuel werden geschmiedet oder gesintert. Schmiedepleuel weisen gegenüber Sinterpleueln ein besseres Verhältnis von Festigkeit zu Gewicht bei niedrigeren Kosten auf, jedoch ist die Gesenk-Herstellung sehr teuer und lohnt sich nur bei großen Serien. Bei Großmotoren werden die Pleuel geschmiedet oder gegossen. Bei Kleinserien werden die Pleuel spanend aus Metallstücken hergestellt.

### Bruchtrennen (Cracking)

Bruchgetrennte Pleuelstange, mit Trapezauge und Deckel

Bruchgetrennte (cracked) Pleuel werden einteilig hergestellt, mit Bruchkerben (Sinterpleuel) oder Laserkerben (Stahlpleuel) versehen und dann an den gekerbten Stellen in zwei Teile zerbrochen. Die Bruchflächen passen exakt zusammen und Pleuel und Pleueldeckel können bei der Montage auf dem Hubzapfen der Kurbelwelle verschraubt werden. Am montierten Pleuel ist die Trennfuge fast nicht mehr sichtbar. Aufgrund der individuellen Bruchgeometrie gehören beide Teile eines Pleuel zusammen und sind nicht einzeln austauschbar. Bruchgetrennte Pleuel bieten hinsichtlich Festigkeit, Fertigungsgenauigkeit sowie der Herstellungskosten Vorteile. Es ist ein exakter Sitz gewährleistet und die Kraftübertragung erfolgt besser als bei zwei getrennt hergestellten Bauteilen. Allerdings führt die Präzision der Bruchpassung bis auf feinstruktureller Ebene dazu, dass wiederholtes Zerlegen die kaum in der Tiefe zu reinigenden Bruchflächen verschmutzt und so die Passung ungenau wird.
Erstmals setzte Porsche 1977 im V8-Motor des Typs 928 bruchgetrennte Pleuel aus gesintertem Stahl ein. Ab 1992 verwendete auch BMW – zunächst im Achtzylindermotor BMW M60 – diese Technologie, die mittlerweile weltweit eingeführt ist.

### Trennen / Sägen
Andere Verfahren zur Trennung der Pleuel (Sägen mit nachfolgendem Fräsen, ggf. Schleifen der Trennflächen) und Montage (Passschrauben oder Passstifte) kommen nur noch bei Kleinserien oder sehr großen Pleueln (Lkw, Schiffsdiesel etc.) zum Einsatz.

## Anwendungsfälle

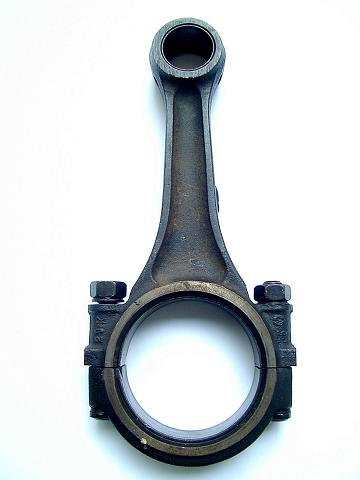
Pleuel eines VW-Käfers

Die erste bekannte Maschine, bei der eine Drehbewegung mithilfe von Pleuelstange und Kurbelwelle in eine lineare Bewegung umgesetzt wurde, ist die römische Sägemühle von Hierapolis (3. Jh. n. Chr.). Pleuel kommen seither bei verschiedensten Maschinentypen zum Einsatz.

### Biegestanze
Bei einer Biegestanze wird das Pleuel zur Umsetzung der meist obenliegenden Rotationseinheit auf die meist senkrecht zu betätigende Biege- oder Stanzeinrichtung verwendet. Als Besonderheit wurden in diesem Sektor zahlreiche Knick-Pleuel etabliert, die es erlauben, Kraft und Weg in gewissen Grenzen frei zu wählen und den Maschinenhub dem Werkstück und der Bearbeitung weitgehend anzupassen.

### Dampfmaschine
Auch bei Dampfmaschinen auf Dampfschiffen oder sonstigen Dampfmotoren finden sich Pleuel, die zur Umsetzung der linearen Kolbenbewegung in eine Drehbewegung der Kurbelwelle dienen. Beim Antriebssystem der Dampflokomotiven wird dieses Bauteil Treibstange genannt und wirkt in den meisten Fällen direkt auf die Treibachse der Lokomotive.
Die frühen Dampfmaschinen nach Newcomen hatten dieses Element noch nicht; Newcomen benutzte ein Balancier (Umlenkhebel) mit Laschenketten und konnte so nur eine aufwärts gerichtete lineare Bewegung erzeugen, um Hubkolben-Pumpen anzutreiben. Erst mit der Konstruktion von Watt fand das Pleuel und später (nach Erlöschen von Patentansprüchen) die Kurbelwelle wirklich Einzug in die Technik der Dampfmaschinen.

### Kompressor

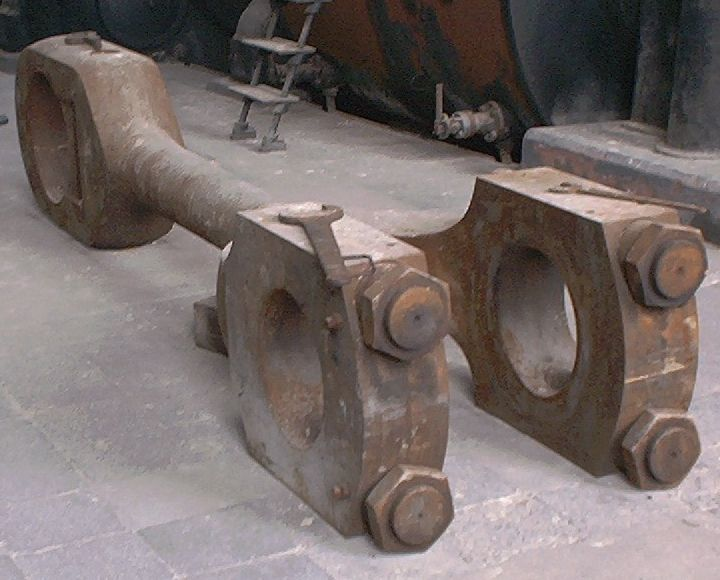
Großpleuel eines Industrie-Kompressors

Das Pleuel eines Kolbenkompressors überträgt die rotierend angreifenden Kraft-Komponenten der Kurbelwelle auf den linear bewegten Arbeitskolben zur Erzeugung der Verdichtung.

### Kunstgestänge
Das Kunstgestänge im Bergbau basiert auf der Erfindung des krummen Zapfens (Pleuel), mit dem man zum ersten Mal rotierende Bewegungen in lineare überführen konnte.

### Nähmaschine
Bei einer Nähmaschine werden Pleuel zur Umsetzung der rotierenden Bewegung des Antriebs in eine vertikale Bewegung der Nähnadel verwendet. Historische durch Menschenkraft angetriebene Nähmaschinen benutzten ein Pleuel weiterhin zur Umsetzung der Kippbewegung der Fußplatte in die Drehbewegung der Antriebsachse.

### Verbrennungsmotor
Im Verbrennungsmotor nach dem Hubkolben-Prinzip überträgt die Pleuelstange Bewegungsenergie zwischen Kolben und Kurbelwelle, mit denen sie jeweils durch Lager beweglich verbunden ist. Auf diese überträgt sie die Gaskräfte im Zylinderraum auf die Kurbelwelle. In Zweitaktmotoren werden in der Regel Pleuel mit ungeteiltem unterem Lager (Pleuelauge) verwendet, die darüber hinaus das angesaugte Gemisch verwirbeln und Öl an die Laufbuchse, in spezielle Fangtaschen und an die Kurbelwellenlager schleudern.
Als Koppelglied zwischen der Oszillationsbewegung des Kolbens und der Rotation der Kurbelwelle gehört zu jedem Kolben eine Pleuelstange. Zwei Pleuel pro Kolben gab es beim V-Vierzylinder-Motor der Honda NR-Modelle mit sogenannten „Ovalkolben“ (a), wo aufgrund der länglichen Form zwei parallele Pleuel erforderlich waren, und bei Dieselmotoren des Herstellers Neander Motors mit zwei gegenläufigen Kurbelwellen, deren beide Pleuel auf einen Kolben wirken.
Von anderer Art ist die Verwendung von Schubstangen im Verbrennungsmotor bei Albert Roders ULTRAMAX-Steuerung für den Ventiltrieb der Motorrad-Modelle NSU Max, Superfox und Maxi sowie den der Zweizylinder-Motoren des PKW-Modells NSU Prinz; dabei dienen zwei Schubstangen (mit 90° Phasenversatz) dem Antrieb der obenliegenden Nockenwelle.

## Verbrennungsmotoren: Sonstiges Allgemeines und Spezielles

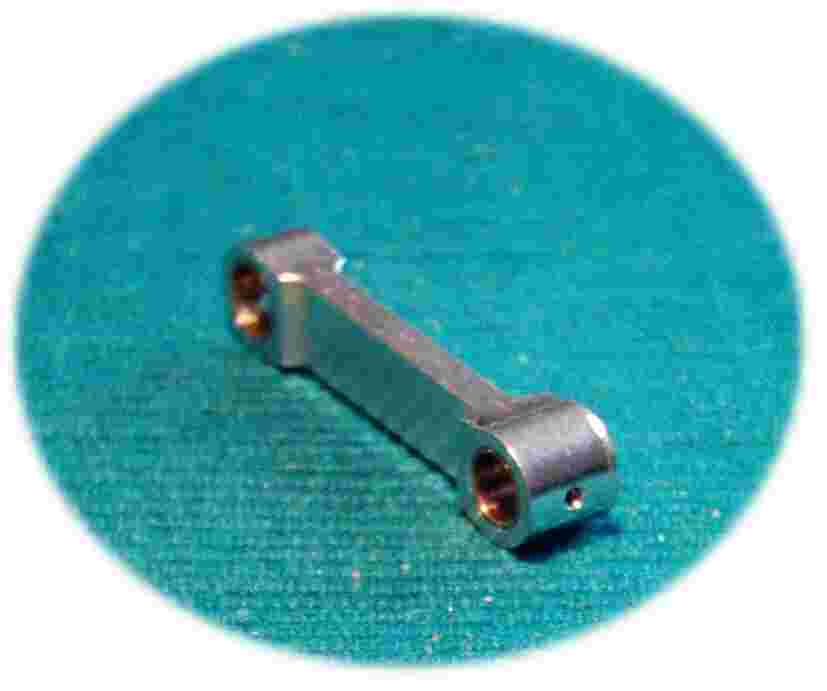
Pleuel mit Bronzebuchsen aus einem 6,9-cm³-Einzylinder-Modellflugmotor. Dessen Kurbelwelle hat eine einseitige Kröpfung, daher ist eine Fuß-Teilung des Pleuels verzichtbar.

Früher waren – vor allem bei Motorrad-Motoren, um eine Schmierölpumpe einzusparen – Wälzlager in den Pleuelaugen verbreitete Konstruktionsweisen, als oberes Pleuellager oft in Gestalt von Nadellagern. Bei größeren und modernen Konstruktionen dominieren Gleitlager.
In das große Pleuelauge am Pleuelfuß werden bei Verbrennungsmotoren zwei Stahl-Bleibronze- oder Stahl-Aluminium-Halbschalen eingelegt. Bei den Lagern handelt es sich heute um hochkomplexe Bauteile. Obere und untere Lagerschale sind auf Grund der unterschiedlichen Belastung nicht mehr symmetrisch. Durch die enormen Fortschritte in der Werkstoffentwicklung sind sehr dünnwandige Lager mit definierten Schmierfilmen im µm-Bereich möglich geworden. Fixiernasen an den Halbschalen dienen zur Positionierung und zur Fixierung der Lager während der Montage. Entgegen der immer noch weitverbreiteten Meinung dienen die Fixiernasen nicht als Sicherung gegen Herausrutschen und Verdrehen. Der Festsitz der Lagerschalen erfolgt durch die Flächenpressung, welche die Lager erhalten, wenn die Lagerdeckel verschraubt werden. Im oberen Pleuelauge steckt oft eine einteilige Bronze-Buchse. Diese Buchsen bestehen aus einem Stahlmantel, auf den eine Sinterbronze aufgebracht wird. Buchsen im oberen Pleuelauge sind nur bei hochbelasteten Pleueln, z. B. in Dieselmotoren erforderlich. Aktuell schreitet der Einsatz bleifreier Lager schnell voran.
Lagerungen aus NE-Metallen müssen im Betrieb durch Öl geschmiert und gekühlt werden: ein Pleuellager-Schaden ist fast immer der Folgeschaden eines Ölmangels. Zur Ölversorgung wurden früher Pleuel über die gebohrte Kurbelwelle zuerst am großen Pleuelfußlager ölversorgt, von dort aus wurde über eine innere Bohrung in der Pleuelstange dem Kolbenbolzenlager Schmieröl zugeführt. Neuere Simulationstechniken haben hier zu Neukonstruktionen der Motoren geführt, mit denen viele Ölbohrungen entfallen konnten. Beim Zweitaktmotor und älteren kleinen Viertaktmotoren erfolgt die Lagerung durch Nadel- oder Rollenlager, deren Schmierölversorgung meist nur durch Schleuder- oder Mischungsschmierung erfolgt.

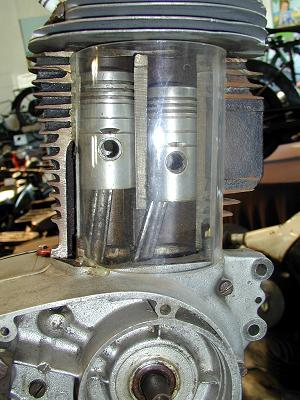
Doppelkolbenmotor mit Anlenkpleuel, von Puch

Die Passungen in Pleuellagern sind so dimensioniert, dass im vorausberechneten Warmzustand geringe Schmierspalte bestehen, aus denen das Öl austreten kann. Die angestrebte Schmierungstechnik im Pleuelfuß ist die eines hydrodynamischen Gleitlagers, d. h. aus der Umlaufbewegung des Pleuels baut sich durch die Reibung der Bewegung eine Mitnahme eines Ölpolsters auf, die bei richtiger Dimensionierung eine reine Flüssigkeitsreibung ermöglicht und einen verschleißenden Kontakt Metall auf Metall zuverlässig verhindert. Bei der Kolbenbolzen-Lagerung hingegen ist keine umlaufende Bewegung möglich; in dieser Lagerung ist mit Mischreibung zwischen Kolbenbolzen und Pleuelaugenlager zu rechnen und dementsprechend großzügiger sind die Lagerflächen, Drücke und Öldurchflussmengen vorzusehen.
Wenn der Pleuelfuß nicht geteilt ausgeführt ist, das Pleuel also aus nur einem Teil besteht, muss zur Ermöglichung der Montage die Kurbelwelle aus mehreren montierbaren Bauteilen bestehen („gebaut sein“), das heißt, der Kurbelwellenzapfen muss verschraubt sein beziehungsweise in anderer Weise demontiert und wieder montiert werden können (Pressen, Wärmeschrumpfung) (Hirth-Verzahnung), oder eine einseitige Kröpfung aufweisen, mit nur einer Kurbelwange statt beiderseits des Pleuels.
Das verbindende Profil der beiden Pleuelaugen ist normalerweise ein H- oder Doppel-T-Profil. Im Rennmotorenbau der 1950er und 1960er Jahre gab es auch sogenannte Messer-Pleuel mit schlankem Rauten-Querschnitt, die in der Mitte (Verbindungslinie der beiden Augen) dick und zu den Seiten hin scharfkantig waren: diesen Pleueln wurden Vorteile bei den Gastransport-Bewegungen von Zweitaktmotoren zugeschrieben. Bei Zweitaktern wird zumeist der Kolbenunterseite und dem Kurbelraum die Pumpbewegung für die Gaszufuhr aufgegeben (siehe Ladungswechsel), daher stehen die Kurbelwelle, die Pleuel und die Kolbenunterseiten im Frischgasstrom, wobei zumeist die Frischgase zugleich auch die beigegebenen Schmiermittelmengen transportieren.
In Knickpleuelmotoren ist das „normale“ Pleuel mit weiteren Hebeln und Gelenken verbunden. Dadurch ändert sich der Bewegungsablauf des Kolbens, er kann länger im Bereich des oberen oder unteren Totpunkts verweilen.
Bei geschränktem Kurbeltrieb mit nicht parallel zur Kurbelwelle sitzendem Hubzapfen sind komplizierte Pleuellager nötig.

## Gabelpleuel

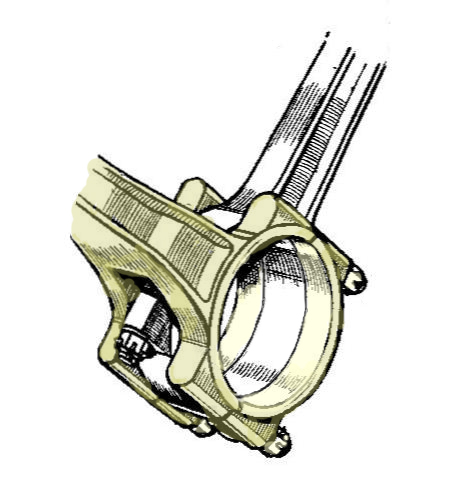
Schematische Darstellung eines unten gegabelten Pleuels (gelb) mit in die Gabelöffnung greifendem normalen Pleuel (schwarz) (Autocar Handbook, 13th ed, 1935)

Bei vielen V-Motoren – manche wie der Ford V-4-Motor haben gleich viele Kolben, Pleuel und Hubzapfen – wirken zwei Pleuel auf einen Kurbelzapfen, die unteren Pleuelaugen sitzen dann nebeneinander auf dem Kurbelzapfen, was zu einem leichten Versatz der Zylinderreihen führt. Dieser Versatz kann vermieden werden und die Baulänge des Motors etwas kleiner bleiben, wenn eines der beiden Pleuel als Gabel ausgebildet ist und das zweite umfasst, sodass das zweite Pleuel innerhalb der Gabelöffnung auf die Kurbelwelle greift. Dabei werden auch zusätzliche Kippmomente vermieden. Diese aufwendigere Bauart ist z. B. bei einigen J.A.P.- Motoren und bei Motorrädern von Harley-Davidson zu finden; der vordere V-Zylinder ist gegen den hinteren Zylinder zwar gewinkelt, aber nicht seitlich versetzt.

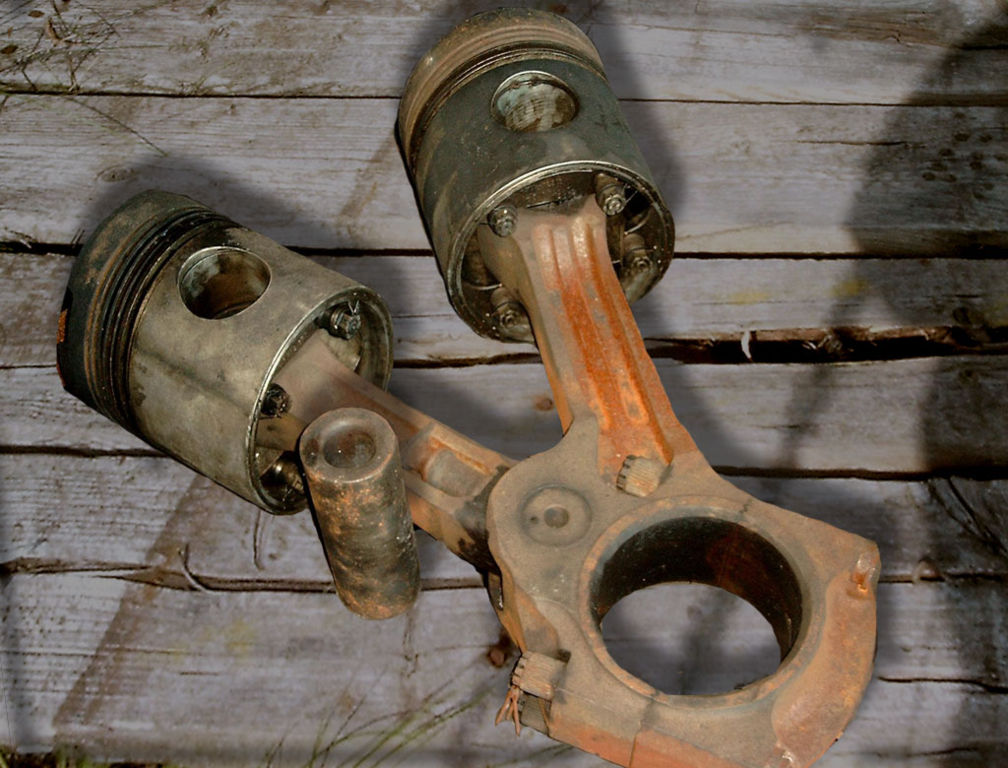
Haupt- und Nebenpleuel Dieselmotor 1-5D 49 sowjetische Diesellok TE109

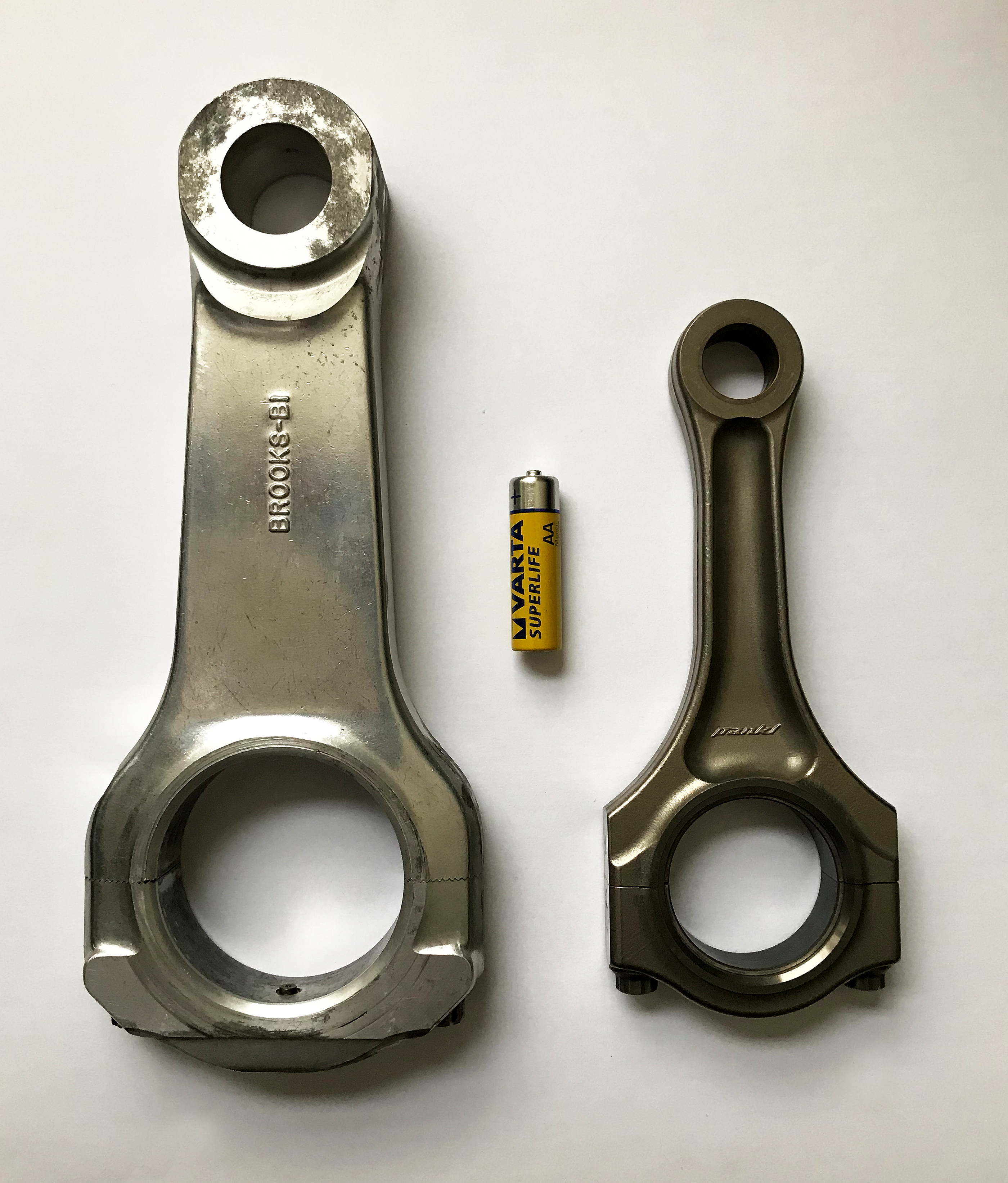
Pleuel eines Top Fuel Dragsters und eines Ferrari 458

Am oberen Ende, also lyraförmig gegabelte Pleuel ermöglichen es, daran zwei Kolben zu führen. Diese Bauart ist bei vielen U-Kolbenmotoren von Puch und Triumph (Nürnberg) zu finden. Bei Triumph liegen die Zylinder wie die Kurbelwelle quer zur Fahrtrichtung, das Gabelpleuel ist starr, hat drei „normale“ Augen, und die Kolben bewegen sich synchron. Bei den Puch-Motoren mit Gabelpleuel liegt entweder die Kurbelwelle in Fahrtrichtung und die Zylinder quer dazu „nebeneinander“ (ältere Bauart) oder die Kurbelwelle liegt quer zur Fahrtrichtung und die Zylinder sitzen hintereinander (jüngere Bauart bis ca. 1945). Dabei muss einer der beiden Kolbenbolzen im Pleuelauge verschiebbar und im Kolben drehbar gelagert sein. Das zugehörige Pleuelauge hat zwei parallele, ebene Gleitflächen, also etwa die Form eines Langlochs; der Kolbenbolzen hat in diesem Bereich rechteckigen, an den Enden runden Querschnitt. Später ging man bei Puch auf ein Anlenkpleuel mit Haupt- und Nebenpleuel über. Bei diesen Puch-Motoren bewegen sich die Kolben nicht synchron, was zusammen mit Gleichstromspülung damals als vorteilhaft angesehen wurde, um Spülverluste zu vermeiden.
Anlenkpleuel stellen schwingungsmechanisch ein Koppelgetriebe mit hochkomplexer geometrischer Bewegungsbeschreibung des oder der Nebenpleuel dar. Während sich der Kurbelzapfen bei laufendem Motor auf einer Kreisbahn bewegt, beschreibt das untere Auge des Nebenpleuels eine Art „Oval“.
Bei Sternmotoren greifen seitlich am Hauptpleuel, abhängig von der Zylinderzahl, so zum Beispiel beim Neunzylinder-Motor, acht Nebenpleuel an; bei Sternreihenmotoren gilt das pro Zylinderreihe.